# Phyllomedusa hypochondrialis
Phyllomedusa hypochondrialis е вид жаба от семейство Дървесници (Hylidae). Видът не е застрашен от изчезване.

## Разпространение
Разпространен е в Аржентина, Боливия, Бразилия, Венецуела, Гвиана, Колумбия, Парагвай, Суринам и Френска Гвиана.